# 大阪民主新報
大阪民主新報（おおさかみんしゅしんぽう）は、日本・大阪府の週刊地方新聞である。大阪民主新報社（大阪府大阪市中央区玉造一丁目6-16 上畑ビル201）が発行する。
日本共産党大阪府委員会及び同党委員会と共闘する特定の諸団体の機関紙であり、同党委員会と「大阪府の民主勢力の共同の機関紙」であるとしている。キャッチコピーは「大阪がよくわかる週刊紙」。

## 概説
毎週日曜日発行の週刊紙である。大阪府内ではしんぶん赤旗と同様に戸別配達・集金が行われる。一部書店でも販売されている。

## 価格
- 1部：160円
- 購読料月額：600円
大阪府外は郵送となる（日本国内郵送料175円）

## 出身著名人
- 長尾淳三 - 元記者。元東大阪市長。